# Carl Vilhelm Hartman
Carl Vilhelm Hartman (Örebro, Suécia, 19 de agosto de 1862 - Estocolmo, 19 de junho de 1941) foi um botânico e antropólogo sueco.
Vilhelm Hartman nasceu em Örebro, Suécia. Ao longo da sua carreira científica, Hartman foi mudando os seus interesses da Botânica para a Antropologia, uma disciplina nova, que estava a emergir nos finais do século XIX.
No princípio da sua carreira, Vilhelm Hartman estudou Botânica e seguiu os passos do seu pai, um botânico sueco de fama. Durante 1880, trabalhou em Botânica Aplicada para a Academia Sueca de Agricultura, e antes de ser galardoado pela Academia, passou cinco anos visitando jardins botânicos na Europa Ocidental.
A carreira de Vilhelm Hartman mudou substancialmente em 1890, quando foi seleccionado como botânico para a expedição que organizou o etnógrafo e explorador norueguês Carl Lumholtz. Com o financiamento do American Museum of Natural History, Lumholtz conduziu a expedição que durou três anos, às montanhas da Sierra Madre, no Noroeste do México, com o objectivo de estudar os indígenas da região. Um dos trabalhos de Vilhelm Hartman consistia na documentação e no estudo das plantas que os indígenas utilizavam para os seus tratamentos.  Ao finalizar a expedição em 1893, Vilhelm Hartman acompanhou Lumholtz à Exibição Colombina em Chicago, desenvolvendo e organizando a exibição no departamento antropológico.
De volta à Suécia, em 1893, Vilhelm Hartman ocupou um posto no Jardim Botânico de Estocolmo, sem no entanto o seu interesse em Antropologia fosse diminuindo. Em 1894, apresentou um trabalho antropológico, The Indians of north-western Mexico, no 10º Congresso Internacional de Americanistas, em Estocolmo.
Desde 1896 até 1898, Vilhelm Hartman dirigiu a sua própria expedição antropológica pela América Central. Åke Sjögren, um engenheiro de minas sueco, que havia passado uns anos na Costa Rica, foi quem organizou e financiou esta expedição. Esta viagem   tinha com intento fazerem-se investigações na Costa Rica, El Salvador e Guatemala, em áreas do conhecimento tais como a Arqueologia, a Etnologia, a Linguística e a Antropometria (Antropologia Física). Ao finalizar a expedição, Vilhelm Hartman passou seis meses visitando os maiores museus dos Estados Unidos da América.
Havendo estabelecido o nome como antropólogo, Vilhelm Hartman obteve o seu primeiro emprego como director-conservador de um museu. De volta a Estocolmo, foi nomeado assistente de Hjalmar Stolpe, Director da Secção Etnográfica do Naturhistoriska Riksmuseet (Museu de História Natural). O trabalho em Antropologia de Vilhelm Hartman foi influenciado pelos métodos de trabalho de seu mentor, Stolpe, tendo-os incorporado no seu próprio trabalho de campo. Vilhelm Hartman escreveu a sua maior monografia sobre a Costa Rica em 1901 , intitulada Archaeological Researches in Costa Rica.
Em 1902, Vilhelm Hartman assistiu ao Congresso 13th International Congress of Americanists, na cidade de Nova Iorque. Por essa altura tentou encontrar possibilidade de trabalhar nos Estados Unidos da América, em alguma instituição relacionada com  Antropologia. Em finais de Janeiro de 1903, Vilhelm Hartman iniciou correspondência com W.J. Holland, Director do Carnegie Museum, solicitando emprego. Conseguiu e posto de director-conservador de la Secção de Etnologia e Arqueologia do museu. Em 17 de Março, Vilhelm Hartman estava já a trabalhar e muito rapidamente tinha organizado uma expedição de seis meses à Costa Rica. De volta a Pittsburgh, Vilhelm Hartman assistiu a um grande número de conferências, onde expôs as suas descobertas.
Em 1905, morreu Hjalmar Stolpe, e Vilhelm Hartman regressou à Suécia em 1908, para ocupar o posto de seu mentor como Director da Secção Etnográfica no Naturhistoriska Rikmuseet. Esteve neste posto até 1923, altura em que renunciou por razões de saúde. Morreu en Estocolmo, a 19 de Junho de 1941.
Vilhelm Hartman teve como especialidade a botânica de espermatófitas. Foi um reconhecido recolector de espécimenes de plantas para herbário, na primeira etapa da sua carreira científica.

## Obras
- Archaeological Researches in Costa Rica. C.V.Hartman (1901)